# Nati nel 1392
| Questa pagina contiene informazioni ricavate automaticamente dalle voci biografiche con l'ausilio del template Bio e di un bot. L'aggiornamento è periodico e automatico e ricostruisce completamente la pagina. Se manca una persona in questa lista, sei pregato di non aggiungerla, ma accertati piuttosto che la sua voce biografica contenga il template Bio e che i dati anagrafici siano correttamente compilati. Se il template Bio manca, inseriscilo tu stesso o, in alternativa, metti l'avviso {{tmp\|Bio}} che ne segnala la mancanza. Se i dati riportati sono sbagliati, correggi direttamente la voce biografica; le modifiche saranno visibili in questa lista entro pochi giorni. Per chiarimenti vedi il progetto biografie. La lista contiene solo le 11 persone che sono citate nell'enciclopedia e per le quali è stato implementato correttamente il template Bio. Pagina aggiornata al 2 ago 2025. |

- 16 luglio - Giovanna di Savoia, nobile († 1460)
- 3 settembre - Filippo Maria Visconti, duca († 1447)
- 9 dicembre - Pietro d'Aviz, principe († 1449)
- 18 dicembre - Giovanni VIII Paleologo, imperatore bizantino († 1448)
- Barbara di Cilli, nobile slovena († 1451)
- Flavio Biondo, storico e umanista italiano († 1463)
- Johannes Grünwalder, vescovo cattolico tedesco († 1452)
- Giovanni II di Lussemburgo-Ligny, nobile francese († 1441)
- Marco di Efeso, vescovo ortodosso bizantino († 1444)
- Vlad II Dracul, nobiluomo rumeno († 1447)
- Bianca di Lancaster, principessa inglese († 1409)